# Ministerio de Obras Públicas (Chile)
El Ministerio de Obras Públicas de Chile (más conocido por su sigla, MOP) es el ministerio de Estado encargado de planificar y construir infraestructura pública, así como también las conserva y las administra. También le corresponde ejercer la administración de toda el agua en el país. Desde el 10 de marzo de 2023, la ministra titular es la ingeniera comercial Jessica López Saffie, actuando bajo el gobierno de Gabriel Boric Font.

## Historia

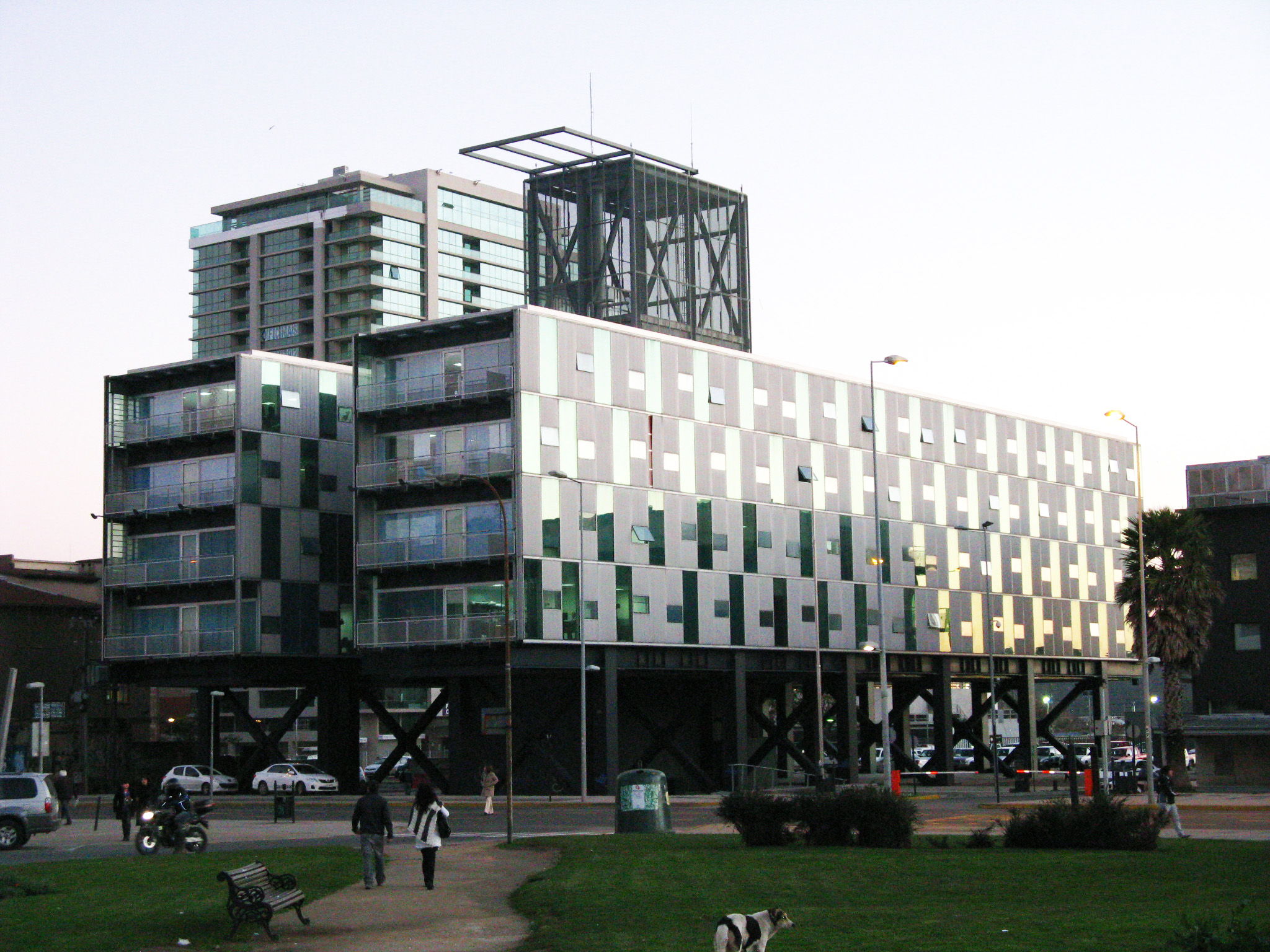
Edificio del MOP en julio de 2012 en el Barrio Cívico de la ciudad de Concepción.

En el gobierno del presidente Balmaceda, en 1887, se dictó una ley que reorganizaba los ministerios en aquella época, creando el Ministerio de Industria y Obras Públicas. El primer ministro fue Pedro Montt Montt, quien más tarde llegaría a ser Presidente de Chile (1906). El mismo presidente hizo el cargo de subsecretario, ocupado por primera vez por Luis Antonio Vergara.
En enero de 1888 fue creada la Dirección de Obras Públicas, con la misión de estudiar, construir y vigilar todas las obras públicas. En sus primeros años, fue dividida en 2 áreas: Sección de Ferrocarriles, Telégrafos, Puentes y Caminos y la Sección de Construcciones Hidráulicas y Arquitectura (esta última pasó a ser el Departamento de Arquitectura en 1953).
En 1904, cuando era presidente Germán Riesco, se construyó el edificio del ministerio que ocupó hasta la década de 1930 cuando se construyó un gran edificio, símbolo del desarrollo y pujanza que el estado de Chile alcanzaba en esa época, a un costado del Palacio de La Moneda, En este edificio se demuestran las influencias de su arquitecto, Emilio Jecquier, quién recibió en Francia las clases de Gustavo Eiffel. Su privilegiada ubicación (Morandé 59) lo pondrían en el corazón del Barrio Cívico de Santiago.
En 1914 se dictó la Ley de Riego, que hizo que se creara la Oficina de Regadío, antecesora del Departamento de Riego, la Dirección de Riego y actual Dirección de Obras Hidráulicas. El cuerpo de ingenieros se anexó a la Sección de Puentes, Caminos y Construcciones (ex Ferrocarriles, Telégrafos, Puentes y Caminos). En 1925 se creó el Departamento de Caminos, que se encargó de pavimentar la ruta Santiago - Valparaíso y Santiago - San Antonio. Desde agosto de 1953 pasó a ser la Dirección de Vialidad.
La Dirección de Obras Portuarias se creó por la "Comisión de puertos" en 1910, que debió presentar en 2 meses un plan de mejoramiento de todas las zonas portuarias. Esta comisión pasó a ser Departamento de Puertos en 1945 y tomó su nombre actual en 1953.
La Dirección de Aeropuertos se creó en 1964, aunque desde el Departamento de Caminos también se atendió a los campos aéreos. La primera tarea fue construir el Aeropuerto Internacional Arturo Merino Benítez, ahora también conocido como Aeropuerto Pudahuel, por emplazarse en esa comuna.
Como apoyo, se creó la Dirección de Planeamiento (1953) y la Dirección de Contabilidad y Finanzas (1970), aunque antes existiera la Sección de Contabilidad (1888), y el Departamento de Contabilidad y Presupuesto.
Por último, se creó en 1953 el Departamento Jurídico, que desde 1964 tiene poder de fiscalía.
Para enfrentar la escasez hídrica, el 9 de octubre de 2019 el presidente Sebastián Piñera, creó la «Mesa Nacional del Agua», instancia público-privada conformada por representantes de la sociedad civil, gremios, el Congreso Nacional y el Gobierno con el objetivo de buscar soluciones de mediano y largo plazo. En abril de 2021, Piñera, firmó un proyecto de ley que renombra el MOP como "Ministerio de Obras Públicas y Recursos Hídricos", junto con ello, se crean dos subsecretarias; la Subsecretaría de Recursos Hídricos y la Subsecretaría de Aguas, esta última reemplazando a la Dirección General de Aguas (DGA).

### Denominaciones del ministerio
- 1888-1910: Ministerio de Industria y Obras Públicas.
- 1910-1924: Ministerio de Industria, Obras Públicas y Ferrocarriles.
- 1924-1925: Ministerio de Obras y Vías públicas.
- 1925-1927: Ministerio de Obras Públicas, Comercio y Vías de Comunicación.
- 1927-1942: Ministerio de Fomento.
- 1942-1953: Ministerio de Obras Públicas y Vías de comunicación.
- 1953-1967: Ministerio de Obras Públicas.
- 1967-1974: Ministerio de Obras Públicas y Transportes.
- 1974-2021: Ministerio de Obras Públicas.
- 2022: Ministerio de Obras Públicas y Recursos Hídricos.[7]

## Organización

### Dependencias
En la actualidad el Ministerio de Obras Públicas se divide en los siguientes secciones:
- Subsecretaría de Obras Públicas (SS.OO.PP)
  - Secretarías Regionales Ministeriales de Obras Públicas en las 16 regiones del país.
- Dirección General de Aguas (DGA)[8]: 53
- Dirección General de Obras Públicas (DGOP): dividida en Direcciones Operativas y de Apoyo.
  - Direcciones Operativas
    - Dirección de Arquitectura (DA)
    - Dirección de Aeropuertos (DAP)
    - Dirección de Obras Portuarias (DOP)
    - Dirección de Obras Hidráulicas (DOH)[8]: 53 
    - Dirección de Vialidad (DV)

  - Direcciones de Apoyo
    - Dirección de Contabilidad y Finanzas (DCyF)
    - Dirección de Planeamiento (DIRPLAN)

- Dirección General de Concesiones de Obras Públicas (DGCOP, antiguamente Coordinación de Concesiones de Obras Públicas, CCOP)
- Fiscalía MOP (audita y fiscaliza a todo el MOP)

### Relacionadas con el Estado a través del MOP
- Instituto Nacional de Hidráulica (INH)
- Superintendencia de Servicios Sanitarios (SISS)

## Lista de ministros

### Ministros de Industria y Obras Públicas (1887-1910)
| N.º | Ministro                   | Ministro                   | Partido                    | Inicio                   | Final                    | Presidente        | Presidente                        |
| --- | -------------------------- | -------------------------- | -------------------------- | ------------------------ | ------------------------ | ----------------- | --------------------------------- |
| 1   |                            | Vicente Dávila Larraín     | PL                         | 12 de abril de 1888      | 29 de octubre de 1888    |                   | José Manuel Balmaceda             |
| 2   |                            | Pedro Montt Montt          | PN                         | 1888                     | 1 de mayo de 1889        |                   | José Manuel Balmaceda             |
| 3   |                            | Jorge Riesco Errázuriz     | PN                         | 1 de mayo de 1889        | 12 de octubre de 1889    |                   | José Manuel Balmaceda             |
| 4   |                            | Agustín Edwards Ross       | PL                         | 1891                     | 1892                     |                   | Jorge Montt Álvarez               |
| 5   |                            | Jorge Riesco Errázuriz     | PN                         | 14 de marzo de 1892      | 11 de junio de 1892      |                   | Jorge Montt Álvarez               |
| 6   |                            | Vicente Dávila Larraín     | PL                         | 11 de junio de 1892      | 26 de abril de 1894      |                   | Jorge Montt Álvarez               |
| 7   |                            | Manuel Antonio Prieto      | PR                         | 26 de abril de 1894      | 7 de diciembre de 1984   |                   | Jorge Montt Álvarez               |
| 8   |                            | Elías Fernández Albano     | PN                         | 7 de diciembre de 1894   | 1 de agosto de 1895      |                   | Jorge Montt Álvarez               |
| 9   |                            | Juan Miguel Dávila         | PL                         | 1 de agosto de 1895      | 24 de noviembre de 1985  |                   | Jorge Montt Álvarez               |
| 10  |                            | Elías Fernández Albano     | PN                         | 24 de noviembre de 1895  | 18 de septiembre de 1896 |                   | Jorge Montt Álvarez               |
| 11  | Titular(es) desconocido(s) | Titular(es) desconocido(s) | Titular(es) desconocido(s) | 18 de septiembre de 1896 | 12 de julio de 1901      |                   | Federico Errázuriz Echaurren      |
| 12  | Titular(es) desconocido(s) | Titular(es) desconocido(s) | Titular(es) desconocido(s) | 12 de julio de 1901      | 18 de septiembre de 1901 |                   | Aníbal Zañartu Zañartu (Interino) |
| 13  |                            | Eduardo Charme Fernández   | PLI                        | 18 de septiembre de 1901 | 18 de septiembre de 1906 |                   | Germán Riesco Errázuriz           |
| 13  | 18 de septiembre de 1906   | Eduardo Charme Fernández   | PLI                        | 1909                     |                          | Pedro Montt Montt |                                   |
| 14  | Titular(es) desconocido(s) | Titular(es) desconocido(s) | Titular(es) desconocido(s) | 1909                     | 20 de mayo de 1910       | Pedro Montt Montt |                                   |

### Ministros de Industria, Obras Públicas y Ferrocarriles (1910-1924)
| N.º | Ministro                   | Ministro                            | Partido                    | Inicio                   | Final                    | Presidente           | Presidente                                           |
| --- | -------------------------- | ----------------------------------- | -------------------------- | ------------------------ | ------------------------ | -------------------- | ---------------------------------------------------- |
| 15  | Titular(es) desconocido(s) | Titular(es) desconocido(s)          | Titular(es) desconocido(s) | 20 de mayo de 1910       | 16 de agosto de 1910     |                      | Pedro Montt Montt                                    |
| 16  | Titular(es) desconocido(s) | Titular(es) desconocido(s)          | Titular(es) desconocido(s) | 16 de agosto de 1910     | 6 de septiembre de 1910  |                      | Elías Fernández Albano (Interino)                    |
| 17  | Titular(es) desconocido(s) | Titular(es) desconocido(s)          | Titular(es) desconocido(s) | 6 de septiembre de 1910  | 23 de diciembre de 1910  |                      | Emiliano Figueroa Larraín (Interino)                 |
| 18  | Titular(es) desconocido(s) | Titular(es) desconocido(s)          | Titular(es) desconocido(s) | 23 de diciembre de 1910  | 11 de enero de 1911      |                      | Ramón Barros Luco                                    |
| 19  |                            | Javier Gandarillas Matta            | PR                         | 11 de enero de 1911      | 15 de agosto de 1911     |                      | Ramón Barros Luco                                    |
| 20  |                            | Enrique Zañartu Prieto              | PLD                        | 15 de agosto de 1911     | 23 de enero de 1912      |                      | Ramón Barros Luco                                    |
| 21  | Titular(es) desconocido(s) | Titular(es) desconocido(s)          | Titular(es) desconocido(s) | 23 de enero de 1912      | 16 de junio de 1913      |                      | Ramón Barros Luco                                    |
| 22  |                            | Enrique Zañartu Prieto              | PLD                        | 16 de junio de 1913      | 6 de septiembre de 1914  |                      | Ramón Barros Luco                                    |
| 23  |                            | Absalón Valencia Zavala             | PLD                        | 6 de septiembre de 1914  | 7 de junio de 1915       |                      | Ramón Barros Luco                                    |
| 24  |                            | Fernando Freire García de la Huerta | PL                         | 7 de junio de 1915       | 29 de septiembre de 1915 |                      | Ramón Barros Luco                                    |
| 25  |                            | Enrique Villegas Echiburú           | PLD                        | 29 de septiembre de 1915 | 15 de octubre de 1915    |                      | Ramón Barros Luco                                    |
| 26  |                            | Fernando Freire García de la Huerta | PL                         | 15 de octubre de 1915    | 15 de diciembre de 1915  |                      | Ramón Barros Luco                                    |
| 27  |                            | Roberto Guzmán Montt                | PL                         | 15 de diciembre de 1915  | 23 de diciembre de 1915  |                      | Ramón Barros Luco                                    |
| 27  | 23 de diciembre de 1915    | Roberto Guzmán Montt                | PL                         | 8 de enero de 1916       |                          | Juan Luis Sanfuentes |                                                      |
| 28  |                            | Ángel Guarello Costa                | PD                         | 8 de enero de 1916       | 1 de julio de 1916       | Juan Luis Sanfuentes |                                                      |
| 29  | Titular(es) desconocido(s) | Titular(es) desconocido(s)          | Titular(es) desconocido(s) | 1 de julio de 1916       | 20 de noviembre de 1916  | Juan Luis Sanfuentes |                                                      |
| 30  |                            | Ramón León Luco                     | PN                         | 20 de noviembre de 1916  | 14 de julio de 1917      | Juan Luis Sanfuentes |                                                      |
| 31  |                            | Alberto González Errázuriz          | PCon                       | 14 de julio de 1917      | 12 de octubre de 1917    | Juan Luis Sanfuentes |                                                      |
| 32  |                            | Malaquías Concha Ortiz              | PD                         | 12 de octubre de 1917    | 18 de enero de 1918      | Juan Luis Sanfuentes |                                                      |
| 33  |                            | Francisco Landa Zárate              | PD                         | 18 de enero de 1918      | 22 de abril de 1918      | Juan Luis Sanfuentes |                                                      |
| 34  |                            | Ramón Briones Luco                  | PR                         | 22 de abril de 1918      | 6 de septiembre de 1918  | Juan Luis Sanfuentes |                                                      |
| 35  |                            | Francisco Landa Zárate              | PD                         | 6 de septiembre de 1918  | 11 de octubre de 1918    | Juan Luis Sanfuentes |                                                      |
| 36  |                            | Armando Quezada Acharán             | PR                         | 11 de octubre de 1918    | 25 de noviembre de 1918  | Juan Luis Sanfuentes |                                                      |
| 37  |                            | Vicente Adrián Villalobos           | PD                         | 25 de noviembre de 1918  | 27 de noviembre de 1918  | Juan Luis Sanfuentes |                                                      |
| 38  |                            | Luis Serrano Arrieta                | PR                         | 29 de noviembre de 1918  | 3 de mayo de 1919        | Juan Luis Sanfuentes |                                                      |
| 39  |                            | Manuel O'Ryan Carrasco              | PD                         | 3 de mayo de 1919        | 21 de julio de 1919      | Juan Luis Sanfuentes |                                                      |
| 40  |                            | Malaquías Concha Ortiz              | PD                         | 21 de julio de 1919      | 8 de noviembre de 1919   | Juan Luis Sanfuentes |                                                      |
| 41  |                            | Oscar Dávila Izquierdo              | PL                         | 8 de noviembre de 1919   | 26 de marzo de 1920      | Juan Luis Sanfuentes |                                                      |
| 42  |                            | Malaquías Concha Ortiz              | PD                         | 26 de marzo de 1920      | 16 de junio de 1920      | Juan Luis Sanfuentes |                                                      |
| 43  | Titular(es) desconocido(s) | Titular(es) desconocido(s)          | Titular(es) desconocido(s) | 16 de junio de 1920      | 1 de julio de 1920       | Juan Luis Sanfuentes |                                                      |
| 44  |                            | Armando Jaramillo Valderrama        | PL                         | 1 de julio de 1920       | 23 de julio de 1920      | Juan Luis Sanfuentes |                                                      |
| 45  | Titular(es) desconocido(s) | Titular(es) desconocido(s)          | Titular(es) desconocido(s) | 23 de julio de 1920      | 23 de diciembre de 1920  | Juan Luis Sanfuentes |                                                      |
| 46  |                            | Zenón Torrealba Ilabaca             | PD                         | 23 de diciembre de 1920  | 17 de agosto de 1921     |                      | Arturo Alessandri Palma                              |
| 47  |                            | Artemio Gutiérrez Vidal             | PD                         | 17 de agosto de 1921     | 3 de noviembre de 1921   |                      | Arturo Alessandri Palma                              |
| 48  |                            | Armando Jaramillo Valderrama        | PL                         | 3 de noviembre de 1921   | 22 de marzo de 1922      |                      | Arturo Alessandri Palma                              |
| 49  |                            | Pedro Fajardo Ulloa                 | PD                         | 22 de marzo de 1922      | 1 de abril de 1922       |                      | Arturo Alessandri Palma                              |
| 50  |                            | Miguel Letelier Espínola            | PN                         | 1 de abril de 1922       | 21 de diciembre de 1922  |                      | Arturo Alessandri Palma                              |
| 51  |                            | Absalón Valencia Zavala             | PLD                        | 21 de diciembre de 1922  | 12 de enero de 1923      |                      | Arturo Alessandri Palma                              |
| 52  |                            | Robinson Paredes Pacheco            | PD                         | 12 de enero de 1923      | 16 de marzo de 1923      |                      | Arturo Alessandri Palma                              |
| 53  |                            | Vicente Adrián Villalobos           | PD                         | 16 de marzo de 1923      | 14 de junio de 1923      |                      | Arturo Alessandri Palma                              |
| 54  |                            | Juan Vargas Márquez                 | PD                         | 14 de junio de 1923      | 2 de julio de 1923       |                      | Arturo Alessandri Palma                              |
| 55  |                            | Francisco Mardones Otaíza           | PD                         | 2 de julio de 1923       | 3 de enero de 1924       |                      | Arturo Alessandri Palma                              |
| 56  |                            | Vicente Adrián Villalobos           | PD                         | 3 de enero de 1924       | 1 de febrero de 1924     |                      | Arturo Alessandri Palma                              |
| 57  |                            | Robinson Paredes Pacheco            | PD                         | 1 de febrero de 1924     | 20 de julio de 1924      |                      | Arturo Alessandri Palma                              |
| 58  |                            | Guillermo Bañados Honorato          | PD                         | 24 de julio de 1924      | 5 de septiembre de 1924  |                      | Arturo Alessandri Palma                              |
| 59  |                            | Ángel Guarello Costa                | PD                         | 5 de septiembre de 1924  | 11 de septiembre de 1924 |                      | Arturo Alessandri Palma                              |
| 60  |                            | Óscar Dávila Izquierdo              | PL                         | 12 de septiembre de 1924 | 19 de diciembre de 1924  |                      | Luis Altamirano Talavera (Junta de Gobierno de 1924) |

### Ministros de Obras y Vías Públicas (1924-1925)
| N.º | Ministro                   | Ministro                   | Partido                    | Inicio                  | Final               | Presidente                                        | Presidente                                           |
| --- | -------------------------- | -------------------------- | -------------------------- | ----------------------- | ------------------- | ------------------------------------------------- | ---------------------------------------------------- |
| 61  |                            | Luis Molina Gómez          | PR                         | 19 de diciembre de 1924 | 23 de enero de 1925 |                                                   | Luis Altamirano Talavera (Junta de Gobierno de 1924) |
| 61  | 23 de enero de 1925        | Luis Molina Gómez          | PR                         | 27 de enero de 1925     |                     | Pedro Pablo Dartnell (Junta de Gobierno de 1924)  |                                                      |
| 61  | 27 de diciembre de 1925    | Luis Molina Gómez          | PR                         | 29 de enero de 1925     |                     | Emilio Bello Codesido (Junta de Gobierno de 1925) |                                                      |
| 62  | Titular(es) desconocido(s) | Titular(es) desconocido(s) | Titular(es) desconocido(s) | 29 de enero de 1925     | 12 de marzo de 1925 | Emilio Bello Codesido (Junta de Gobierno de 1925) |                                                      |
| 63  | Titular(es) desconocido(s) | Titular(es) desconocido(s) | Titular(es) desconocido(s) | 12 de marzo de 1925     | 21 de marzo de 1925 |                                                   | Arturo Alessandri Palma                              |

### Ministros de Obras Públicas, Comercio y Vías de Comunicación (1924-1927)
| N.º | Ministro                   | Ministro                      | Partido                    | Inicio                  | Final                    | Presidente                         | Presidente                     |
| --- | -------------------------- | ----------------------------- | -------------------------- | ----------------------- | ------------------------ | ---------------------------------- | ------------------------------ |
| 64  | Titular(es) desconocido(s) | Titular(es) desconocido(s)    | Titular(es) desconocido(s) | 21 de marzo de 1925     | 20 de julio de 1925      |                                    | Arturo Alessandri Palma        |
| 65  |                            | Claudio Vicuña Subercaseaux   | PLD                        | 20 de julio de 1925     | 27 de agosto de 1925     |                                    | Arturo Alessandri Palma        |
| 66  |                            | Gustavo Lira Manso            | Ind.                       | 27 de agosto de 1925    | 1 de octubre de 1925     |                                    | Arturo Alessandri Palma        |
| 67  |                            | Alejandro García Castelblanco | Militar                    | 2 de octubre de 1925    | 23 de diciembre de 1925  |                                    | Luis Barros Borgoño (Interino) |
| 68  |                            | Ángel Guarello Costa          | PD                         | 23 de diciembre de 1925 | 20 de noviembre de 1926  |                                    | Emiliano Figueroa Larraín      |
| 69  |                            | Julio Velasco González        | PD                         | 20 de noviembre de 1926 | 10 de mayo de 1927       |                                    | Emiliano Figueroa Larraín      |
| 69  | 10 de mayo de 1927         | Julio Velasco González        | PD                         | 23 de mayo de 1927      |                          | Carlos Ibáñez del Campo (Interino) |                                |
| 70  |                            | Juan Emilio Ortiz Vega        | Militar                    | 23 de mayo de 1927      | 21 de julio de 1927      | Carlos Ibáñez del Campo (Interino) |                                |
| 71  | Titular(es) desconocido(s) | Titular(es) desconocido(s)    | Titular(es) desconocido(s) | 21 de julio de 1927     | 6 de septiembre de 1927  |                                    | Carlos Ibáñez del Campo        |
| 72  |                            | Enrique Balmaceda Toro        | PLD                        | 6 de septiembre de 1927 | 29 de septiembre de 1927 |                                    | Carlos Ibáñez del Campo        |

### Ministros de Fomento (1927-1942)
| N.º | Ministro                | Ministro                     | Partido | Inicio                   | Final                    | Presidente                                             | Presidente                                     |
| --- | ----------------------- | ---------------------------- | ------- | ------------------------ | ------------------------ | ------------------------------------------------------ | ---------------------------------------------- |
| 73  |                         | Adolfo Ibáñez Boggiano       | PL      | 29 de septiembre de 1927 | 22 de febrero de 1928    |                                                        | Carlos Ibáñez del Campo                        |
| 74  |                         | Conrado Ríos Gallardo        | PL      | 22 de febrero de 1928    | 24 de febrero de 1928    |                                                        | Carlos Ibáñez del Campo                        |
| 75  |                         | Luis Schmidt Quezada         | PL      | 24 de febrero de 1928    | 24 de agosto de 1929     |                                                        | Carlos Ibáñez del Campo                        |
| 76  |                         | Emiliano Bustos León         | PR      | 24 de agosto de 1929     | 23 de julio de 1930      |                                                        | Carlos Ibáñez del Campo                        |
| 77  |                         | Edecio Torreblanca White     | PR      | 23 de julio de 1930      | 28 de agosto de 1930     |                                                        | Carlos Ibáñez del Campo                        |
| 78  |                         | Luis Matte Larraín           | PL      | 28 de agosto de 1930     | 28 de abril de 1931      |                                                        | Carlos Ibáñez del Campo                        |
| 79  |                         | Edecio Torreblanca White     | PR      | 28 de abril de 1931      | 13 de julio de 1931      |                                                        | Carlos Ibáñez del Campo                        |
| 80  |                         | Francisco Cereceda Cisternas | PL      | 13 de julio de 1931      | 26 de julio de 1931      |                                                        | Carlos Ibáñez del Campo                        |
| 81  |                         | Luis Gutiérrez Alliendes     | PCon    | 26 de julio de 1931      | 27 de julio de 1931      |                                                        | Pedro Opaso Letelier (interino)                |
| 82  |                         | Francisco Cereceda Cisternas | PL      | 27 de julio de 1931      | 20 de agosto de 1931     |                                                        | Juan Esteban Montero (interino)                |
| 83  |                         | Luis Álamos Barros           | PR      | 20 de agosto de 1931     | 2 de septiembre de 1931  |                                                        | Manuel Trucco Franzani (interino)              |
| 84  |                         | Enrique Matta Figueroa       | PL      | 2 de septiembre de 1931  | 15 de noviembre de 1931  |                                                        | Manuel Trucco Franzani (interino)              |
| 85  |                         | Hernán Echeverría Cazotte    | PL      | 15 de noviembre de 1931  | 4 de diciembre de 1931   |                                                        | Juan Esteban Montero (interino)                |
| 85  | 4 de diciembre de 1931  | Hernán Echeverría Cazotte    | PL      | 8 de abril de 1932       |                          | Juan Esteban Montero                                   |                                                |
| 86  |                         | Marco Antonio de la Cuadra   | PR      | 7 de abril de 1932       | 4 de junio de 1932       | Juan Esteban Montero                                   |                                                |
| 87  |                         | Víctor Navarrete Senn        | PDo     | 5 de junio de 1932       | 16 de junio de 1932      |                                                        | Arturo Puga Osorio (Junta de Gobierno de 1932) |
| 87  | 16 de junio de 1932     | Víctor Navarrete Senn        | PDo     | 13 de septiembre de 1932 |                          | Carlos Dávila Espinoza (República Socialista de Chile) |                                                |
| 88  |                         | Gustavo Lira Manso           | Ind.    | 14 de septiembre de 1932 | 2 de octubre de 1932     |                                                        | Bartolomé Blanche Espejo (provisional)         |
| 89  |                         | Miguel Chamorro Araya        | PDo     | 3 de octubre de 1932     | 24 de diciembre de 1932  |                                                        | Abraham Oyanedel Urrutia (interino)            |
| 90  |                         | Alfredo Piwonka Gilabert     | PR      | 24 de diciembre de 1932  | 9 de mayo de 1933        |                                                        | Arturo Alessandri Palma                        |
| 91  |                         | Domingo Santa María Sánchez  | PR      | 9 de mayo de 1933        | 30 de octubre de 1933    |                                                        | Arturo Alessandri Palma                        |
| 92  |                         | Matías Silva Sepúlveda       | PL      | 30 de octubre de 1933    | 12 de septiembre de 1936 |                                                        | Arturo Alessandri Palma                        |
| 93  |                         | Luis Álamos Barros           | PR      | 12 de septiembre de 1936 | 29 de marzo de 1937      |                                                        | Arturo Alessandri Palma                        |
| 94  |                         | Alejandro Errázuriz Mackenna | PL      | 25 de mayo de 1937       | 26 de mayo de 1937       |                                                        | Arturo Alessandri Palma                        |
| 95  |                         | Ricardo Bascuñán Stonner     | Ind.    | 26 de mayo de 1937       | 24 de diciembre de 1938  |                                                        | Arturo Alessandri Palma                        |
| 96  |                         | Arturo Bianchi Gundián       | PS      | 24 de diciembre de 1938  | 28 de septiembre de 1939 |                                                        | Pedro Aguirre Cerda                            |
| 97  |                         | Oscar Schnake Vergara        | PS      | 28 de septiembre de 1939 | 25 de noviembre de 1941  |                                                        | Pedro Aguirre Cerda                            |
| 97  | 25 de noviembre de 1941 | Oscar Schnake Vergara        | PS      | 16 de diciembre de 1941  |                          | Jerónimo Méndez Arancibia (interino)                   |                                                |
| 98  |                         | Rolando Merino Reyes         | PS      | 16 de diciembre de 1941  | 2 de abril de 1942       | Jerónimo Méndez Arancibia (interino)                   |                                                |
| 99  |                         | Oscar Schnake Vergara        | PS      | 2 de abril de 1942       | 21 de octubre de 1942    |                                                        | Juan Antonio Ríos                              |

### Ministros de Obras Públicas y Vías de Comunicación (1942-1953)
| N.º | Ministro                   | Ministro                   | Partido                    | Inicio                  | Final                   | Presidente                         | Presidente                        |
| --- | -------------------------- | -------------------------- | -------------------------- | ----------------------- | ----------------------- | ---------------------------------- | --------------------------------- |
| 100 |                            | Enrique Arriagada Saldías  | PS                         | 21 de octubre de 1942   | 19 de diciembre de 1942 |                                    | Juan Antonio Ríos                 |
| 101 |                            | Manuel Hidalgo Plaza       | PS                         | 19 de diciembre de 1942 | 4 de febrero de 1943    |                                    | Juan Antonio Ríos                 |
| 102 |                            | Ricardo Bascuñán Stonner   | Ind.                       | 4 de febrero de 1943    | 1 de septiembre de 1943 |                                    | Juan Antonio Ríos                 |
| 103 |                            | Abraham Alcaíno Fernández  | PR                         | 1 de septiembre de 1943 | 6 de octubre de 1944    |                                    | Juan Antonio Ríos                 |
| 104 |                            | Gustavo Lira Manso         | Ind.                       | 6 de octubre de 1944    | 14 de mayo de 1945      |                                    | Juan Antonio Ríos                 |
| 105 |                            | Eduardo Frei Montalva      | FN                         | 14 de mayo de 1945      | 28 de enero de 1946     |                                    | Juan Antonio Ríos                 |
| 106 |                            | Manuel Tovarías Arroyo     | Militar                    | 28 de enero de 1946     | 27 de junio de 1946     |                                    | Juan Antonio Ríos                 |
| 106 | 27 de junio de 1946        | Manuel Tovarías Arroyo     | Militar                    | 3 de agosto de 1946     |                         | Alfredo Duhalde Vásquez (interino) |                                   |
| 106 | 3 de agosto de 1946        | Manuel Tovarías Arroyo     | Militar                    | 13 de agosto de 1946    |                         | Vicente Merino Bielich (interino)  |                                   |
| 106 | 13 de agosto de 1946       | Manuel Tovarías Arroyo     | Militar                    | 6 de septiembre de 1946 |                         | Alfredo Duhalde Vásquez (interino) |                                   |
| 107 | Titular(es) desconocido(s) | Titular(es) desconocido(s) | Titular(es) desconocido(s) | 6 de septiembre de 1946 | 17 de octubre de 1946   | Alfredo Duhalde Vásquez (interino) |                                   |
| 108 | Titular(es) desconocido(s) | Titular(es) desconocido(s) | Titular(es) desconocido(s) | 17 de octubre de 1946   | 3 de noviembre de 1946  |                                    | Juan Antonio Iribarren (interino) |
| 109 |                            | Carlos Contreras Labarca   | PCCh                       | 3 de noviembre de 1946  | 16 de abril de 1947     |                                    | Gabriel González Videla           |
| 110 |                            | Ernesto Merino Segura      | PR                         | 16 de abril de 1947     | 7 de febrero de 1950    |                                    | Gabriel González Videla           |
| 111 |                            | Ricardo Labarca Benítez    | Ind.                       | 7 de febrero de 1950    | 27 de febrero de 1950   |                                    | Gabriel González Videla           |
| 112 |                            | Ernesto Merino Segura      | PR                         | 27 de febrero de 1950   | 29 de julio de 1952     |                                    | Gabriel González Videla           |
| 113 |                            | Ricardo Bascuñán Stonner   | Ind.                       | 29 de julio de 1952     | 3 de noviembre de 1952  |                                    | Gabriel González Videla           |
| 114 |                            | Humberto Martones Quezada  | PDP                        | 3 de noviembre de 1952  | 5 de marzo de 1953      |                                    | Carlos Ibáñez del Campo           |
| 115 |                            | Abdón Parra Urzúa          | Militar                    | 5 de marzo de 1953      | 10 de marzo de 1953     |                                    | Carlos Ibáñez del Campo           |
| 116 |                            | Orlando Latorre González   | PDP                        | 10 de marzo de 1953     | 4 de julio de 1953      |                                    | Carlos Ibáñez del Campo           |

### Ministros de Obras Públicas (1953-1967)
| N.º | Ministro | Ministro                     | Partido | Inicio                   | Final                    | Presidente | Presidente                 |
| --- | -------- | ---------------------------- | ------- | ------------------------ | ------------------------ | ---------- | -------------------------- |
| 117 |          | Orlando Latorre González     | PDP     | 4 de julio de 1953       | 5 de junio de 1954       |            | Carlos Ibáñez del Campo    |
| 118 |          | Benjamín Videla Vergara      | Militar | 5 de junio de 1954       | 23 de mayo de 1955       |            | Carlos Ibáñez del Campo    |
| 119 |          | Alejandro Schwerter Gallardo | Militar | 23 de mayo de 1955       | 10 de diciembre de 1955  |            | Carlos Ibáñez del Campo    |
| 120 |          | Adalberto Fernández Ferreira | Militar | 10 de diciembre de 1955  | 13 de noviembre de 1956  |            | Carlos Ibáñez del Campo    |
| 121 |          | Eduardo Yáñez Zavala         | Militar | 13 de noviembre de 1956  | 3 de noviembre de 1958   |            | Carlos Ibáñez del Campo    |
| 122 |          | Pablo Pérez Zañartu          | Ind.    | 3 de noviembre de 1958   | 15 de septiembre de 1960 |            | Jorge Alessandri Rodríguez |
| 123 |          | Ernesto Pinto Lagarrigue     | Ind.    | 15 de septiembre de 1960 | 3 de noviembre de 1964   |            | Jorge Alessandri Rodríguez |
| 124 |          | Modesto Collados Nuñez       | Ind.    | 3 de noviembre de 1964   | 16 de diciembre de 1965  |            | Eduardo Frei Montalva      |
| 125 |          | Edmundo Pérez Zujovic        | PDC     | 16 de diciembre de 1965  | 7 de septiembre de 1967  |            | Eduardo Frei Montalva      |
| 126 |          | Sergio Ossa Pretot           | PDC     | 7 de septiembre de 1967  | 13 de diciembre de 1967  |            | Eduardo Frei Montalva      |

### Ministros de Obras Públicas y Transporte (1967-1974)
| N.º | Ministro | Ministro                       | Partido | Inicio                   | Final                    | Presidente | Presidente               |
| --- | -------- | ------------------------------ | ------- | ------------------------ | ------------------------ | ---------- | ------------------------ |
| 127 |          | Sergio Ossa Pretot             | PDC     | 13 de diciembre de 1967  | 12 de noviembre de 1969  |            | Eduardo Frei Montalva    |
| 128 |          | Eugenio Celedón Silva          | PDC     | 12 de noviembre de 1969  | 3 de noviembre de 1970   |            | Eduardo Frei Montalva    |
| 129 |          | Pascual Barraza Barraza        | PCCh    | 3 de noviembre de 1970   | 2 de noviembre de 1972   |            | Salvador Allende Gossens |
| 130 |          | Ismael Huerta Díaz             | Militar | 2 de noviembre de 1972   | 31 de enero de 1973      |            | Salvador Allende Gossens |
| 131 |          | Daniel Arellano Macleod        | Militar | 31 de enero de 1973      | 27 de marzo de 1973      |            | Salvador Allende Gossens |
| 132 |          | Humberto Martones Morales      | PR      | 27 de marzo de 1973      | 9 de agosto de 1973      |            | Salvador Allende Gossens |
| 133 |          | César Ruiz Danyau              | Militar | 9 de agosto de 1973      | 18 de agosto de 1973     |            | Salvador Allende Gossens |
| 134 |          | Humberto Magliochetti Barahona | Militar | 18 de agosto de 1973     | 11 de septiembre de 1973 |            | Salvador Allende Gossens |
| 135 |          | Sergio Figueroa Gutiérrez      | Militar | 12 de septiembre de 1973 | 8 de julio de 1974       |            | Augusto Pinochet Ugarte  |

### Ministros de Obras Públicas (desde 1974)
| N.º | Ministro | Ministro                         | Partido | Inicio                 | Final                  | Presidente | Presidente                 |
| --- | -------- | -------------------------------- | ------- | ---------------------- | ---------------------- | ---------- | -------------------------- |
| 136 |          | Sergio Figueroa Gutiérrez        | Militar | 8 de julio de 1974     | 14 de abril de 1975    |            | Augusto Pinochet Ugarte    |
| 137 |          | Hugo León Puelma                 | Ind.    | 14 de abril de 1975    | 17 de abril de 1979    |            | Augusto Pinochet Ugarte    |
| 138 |          | Patricio Torres Rojas            | Militar | 17 de abril de 1979    | 22 de abril de 1982    |            | Augusto Pinochet Ugarte    |
| 139 |          | Bruno Siebert Held               | Militar | 22 de abril de 1982    | 5 de junio de 1989     |            | Augusto Pinochet Ugarte    |
| 140 |          | Hernán Abad Cid                  | Ind.    | 5 de junio de 1989     | 11 de marzo de 1990    |            | Augusto Pinochet Ugarte    |
| 141 |          | Carlos Hurtado Ruiz-Tagle        | PAC     | 11 de marzo de 1990    | 11 de marzo de 1994    |            | Patricio Aylwin Azócar     |
| 142 |          | Ricardo Lagos Escobar            | PPD     | 11 de marzo de 1994    | 1 de agosto de 1998    |            | Eduardo Frei Ruiz-Tagle    |
| 143 |          | Jaime Tohá González              | PS      | 1 de agosto de 1998    | 11 de marzo de 2000    |            | Eduardo Frei Ruiz-Tagle    |
| 144 |          | Carlos Cruz Lorenzen             | PS      | 11 de marzo de 2000    | 7 de enero de 2002     |            | Ricardo Lagos Escobar      |
| 145 |          | Javier Etcheberry Celhay         | PPD     | 7 de enero de 2002     | 3 de enero de 2005     |            | Ricardo Lagos Escobar      |
| 146 |          | Jaime Estévez Valencia           | PS      | 3 de enero de 2005     | 11 de marzo de 2006    |            | Ricardo Lagos Escobar      |
| 147 |          | Eduardo Bitrán Colodro           | PPD     | 11 de marzo de 2006    | 11 de enero de 2008    |            | Michelle Bachelet Jeria    |
| 148 |          | Sergio Bitar Chacra              | PPD     | 11 de enero de 2008    | 11 de marzo de 2010    |            | Michelle Bachelet Jeria    |
| 149 |          | Hernán de Solminihac Tampier     | Ind.    | 11 de marzo de 2010    | 18 de julio de 2011    |            | Sebastián Piñera Echenique |
| 150 |          | Laurence Golborne Riveros        | Ind.    | 18 de julio de 2011    | 5 de noviembre de 2012 |            | Sebastián Piñera Echenique |
| 151 |          | Loreto Silva Rojas               | Ind.    | 5 de noviembre de 2012 | 11 de marzo de 2014    |            | Sebastián Piñera Echenique |
| 152 |          | Alberto Undurraga Vicuña         | PDC     | 11 de marzo de 2014    | 11 de marzo de 2018    |            | Michelle Bachelet Jeria    |
| 153 |          | Juan Andrés Fontaine Talavera    | Ind.    | 11 de marzo de 2018    | 13 de junio de 2019    |            | Sebastián Piñera Echenique |
| 154 |          | Alfredo Moreno Charme            | Ind.    | 13 de junio de 2019    | 11 de marzo de 2022    |            | Sebastián Piñera Echenique |
| 155 |          | Juan Carlos García Pérez de Arce | PL      | 11 de marzo de 2022    | 10 de marzo de 2023    |            | Gabriel Boric Font         |
| 156 |          | Jessica López Saffie             | PS      | 10 de marzo de 2023    | En el cargo            |            | Gabriel Boric Font         |

### Redes sociales
- Ministerio de Obras Públicas de Chile en X (antes Twitter)
- Ministerio de Obras Públicas de Chile en Instagram
- Ministerio de Obras Públicas de Chile en Facebook
- Ministerio de Obras Públicas de Chile en Flickr

- Datos: Q4294544
- Multimedia: Ministry of Public Works (Chile) / Q4294544